# 赫夫帕夫
赫夫帕夫（英語：Hufflepuff），是J‧K‧羅琳的奇幻小說系列《哈利波特》中，霍格華茲的四大學院之一。該學院由海加‧赫夫帕夫創立，其代表動物是黑獾，並以忠厚誠實，善良友愛，不畏艱辛為收生條件。赫夫帕夫的學院導師為草藥學教授帕莫娜‧芽菜，而該學院的幽靈是胖修士。根據羅琳的說法，赫夫帕夫學院大致對應於四大元素中的土，而其代表顏色為淡黃色和黑色（怪獸系列電影中為金絲雀黃色與石墨色）。
赫夫帕夫學院培養了許多著名的巫師，包括怪獸系列電影的主角紐特‧斯卡曼德、鳳凰會的成員小仙女‧東施，以及三巫鬥法大賽中代表霍格華茲的鬥士—西追‧迪哥里。

## 特質
赫夫帕夫學院著重勤奮、耐心、正直和忠誠，因此被視為霍格華茲裡最寬容的學院，也是最少出現黑巫師的學院，並且該學院在1998年的霍格華茲大戰期間決定留下來保衛學校的學生，其人數與哈利‧波特所屬的葛來分多學院相當。然而由於該學院的價值觀，使赫夫帕夫並沒有如其他三個學院般著重於競爭，其學生對待成就的態度相對溫和，也因此最容易被忽視。事實上，從赫夫帕夫學院中也有許多成功並且對巫師世界產生了很大影響的巫師，例如編寫霍格華茲新生必備教科書《怪獸與牠們的產地》的魔法生物學家紐特‧斯卡曼德、鳳凰會裡精通易容術的正氣師小仙女‧東施，以及曾經代表霍格華茲參與三巫鬥法大賽的西追‧迪哥里。
在怪獸系列電影中飾演紐特‧斯卡曼德的演員艾迪‧烈明尼不滿意外界對於赫夫帕夫學院的刻板印象，並認為赫夫帕夫一直以來被「污名化」，他於2016年拍攝短片為赫夫帕夫「平反」，他表示：
|                  | 你們知道我從赫夫帕夫的人身上看到甚麼嗎？我看到了忠誠、真挈的友誼。我們認真又有熱情，所以總是會去做對的事，不是為了榮耀才去做，而只是為了更遠大的善良而作。 |
| ———— 艾迪·烈明尼 | |

該系列小說的作者J‧K‧羅琳也曾說過赫夫帕夫是她最喜歡的學院，表示該院代表了真正的善良無私。

## 位置
赫夫帕夫的宿舍和交誼廳的入口隱藏於廚房，它藏於廚房右手邊走廊壁龕裡的一堆置於陰暗石槽上的大木桶裡。若要進入的話，進入者必須「海加‧赫夫帕夫的節奏」輕敲第二排中間底部的第二個木桶，該木桶的桶蓋就會旋轉打開，進入者就可以從這裡進入到赫夫帕夫的交誼廳。跟其他學院不同的是，赫夫帕夫的交誼廳是唯一帶有驅逐裝置以防止非法闖入者的學院交誼廳，若進入者沒有按照正確的旋律敲擊，或是敲擊的節奏或次數不對，那麼另外一個桶的桶蓋就會爆裂，向闖入者的身上潑滿醋，因此該學院的宿舍和交誼廳從沒有外人能夠進入。
當通過其入口通道後，進入者便會發現赫夫帕夫的交誼廳裡是一個相當舒適和溫馨的地方。該交誼廳是一間樸實的圓形大房間，那裡總是陽光明媚，學生們可以透過圓形的窗戶看到窗外的蒲公英和搖動的青草。那裡天花板很低，裡面掛滿了黃色的帷幔，房間的裝飾強調樸實的感覺，帶有黃黑圖案和磨光銅邊的長毛絨沙發和非常舒適的椅子，迎接著該學院的學生到這裏休息，或者談論那些由院長—芽菜教授帶來的有趣標本。隨處可見懸掛或擺放著的植物，它們有時候還會唱歌跳舞。赫夫帕夫的學生們透過一扇如桶蓋的完美圓形拱門來進入自己的寢室，而進入通往宿舍的隧道很小。

## 相關物品
赫夫帕夫的傳承物品是赫夫帕夫的金盃，金盃上有兩個把手與獾形態的紋章。該金盃後來傳至海加‧赫夫帕夫的遠親後裔—花奇葩‧史密（Hepzibah Smith），後來該金盃被佛地魔用作分靈體。

## 代表人物
在原著小說中，海加‧赫夫帕夫已知的後裔為史密家族，如花奇葩‧史密，然而赫夫帕夫學院的學生—災來耶‧史密，是否同為該史密家族的一員則不得而知。
- 海加‧赫夫帕夫
- 帕莫娜‧芽菜
- 紐特‧斯卡曼德
- 西追‧迪哥里
- 小仙女‧東施